# Pytho niger
Pytho niger är en skalbaggsart som beskrevs av Kirby 1837. Pytho niger ingår i släktet Pytho och familjen barkplattbaggar. Inga underarter finns listade i Catalogue of Life.